# Зрмања (Грачац)
Зрмања је насеље у општини Грачац, југоисточна Лика, Република Хрватска.

## Географија
Насеље је смјештено недалеко од државног пута Книн — Грачац, која пролази изнад долине Зрмање. Налази се око 34 km југоисточно од Грачаца, а од Книна је удаљено око 25 km сјеверозападно.

## Историја
У месту је 1847. године било 2032 Србина православна, а 1867. године број је порастао на 2278 душа.
Деоница Личке пруге у околини је била склона завејавању, па су 1934. подизани снегобрани и тунели.
Зрмања се од распада Југославије до августа 1995. године налазила у Републици Српској Крајини.

## Култура
У Зрмањи је сједиште истоимене парохије Српске православне цркве. Парохија Зрмања припада Архијерејском намјесништву личком у саставу Епархије Горњокарловачке. У Зрмањи се налази храм Српске православне цркве посвећен Св. оцу Николаја, који је спаљен 1953. године, као и српски православни храм Сошествија Св. Духа у Кланцу, спаљен у Другом свјетском рату, а обновљен 1973. године, да би поново страдао 1995. године. Парохију сачињавају: Зрмања Врело, Ком и Паланка.

## Становништво
Према попису из 1991. године, насеље Зрмања је имало 69 становника, међу којима је било 68 Срба и 1 осталих. Према попису становништва из 2001. године, Зрмања је имала 26 становника. Према попису становништва из 2011. године, насеље Зрмања је имало 21 становника.
| Националност       | 1991. | 1981. | 1971. | 1961. |
| Срби               | 68    | 101   | 145   | 235   |
| Југословени        |       | 9     | 1     |       |
| Хрвати             |       |       | 2     | 8     |
| Црногорци          |       |       |       | 3     |
| Македонци          |       | 1     |       |       |
| Словенци           |       |       |       | 1     |
| остали и непознато | 1     | 2     |       |       |
| Укупно             | 69    | 113   | 150   | 247   |

| Демографија | Демографија | Демографија |
| Година      | Становника  | Становника  |
| ----------- | ----------- | ----------- |
| 1948.       | 210         |             |
| 1953.       | 270         |             |
| 1961.       | 247         |             |
| 1971.       | 150         |             |
| 1981.       | 113         |             |
| 1991.       | 69          |             |
| 2001.       | 26          |             |
| 2011.       |             | 21          |

## Знамените личности
- Данило Медаковић, српски историчар
- Бранко Владушић, народни херој Југославије
- Максим Чанак, револуционар
- Никола Богуновић, јереј Српске православне цркве
- Милорад Медаковић, српски историчар, новинар и дипломата